# 阿纳斯塔西娅·奥列戈芙娜·罗曼诺娃
阿纳斯塔西娅·奥列戈芙娜·罗曼诺娃（羅馬化：Anastasiya Olegovna Romanova；1991年10月2日—）是一名俄罗斯举重运动员，参加69公斤级比赛。罗曼诺娃曾于2013年的比赛中被发现司坦唑醇检测呈阳性，因此被国际举联禁赛两年，直至2015年4月结束。她参加了2015年世界举重锦标赛并获得铜牌。她获得2017年欧洲举重锦标赛69公斤级冠军。